# AVRO (association)
Pour les articles homonymes, voir AVRO.
L’Algemene Vereniging Radio Omroep (« Association générale de radiodiffusion »), couramment abrégé en AVRO, était une association publique néerlandaise de production et de diffusion audiovisuelle. Elle opérait sous l'égide de la Nederlandse Publieke Omroep (Radiodiffusion publique des Pays-Bas) et fut la première à diffuser des émissions de radio aux Pays-Bas dans les années 1920.
Le 1er janvier 2014, l'AVRO a fusionné avec la TROS pour devenir AVROTROS. Depuis le 7 septembre 2014, tous les programmes existants de l'AVRO et la TROS diffusent également sous le nom « AVROTROS ».

### Source
- (en) Cet article est partiellement ou en totalité issu de l’article de Wikipédia en anglais intitulé « Algemene Vereniging Radio Omroep » (voir la liste des auteurs).